# Пилипенко Анатолій Анатолійович
Филипенко Анатолій Анатолійович  (нар. 4 липня 1985) — український футболіст, воротар українського клубу першої ліги «Сталь» Алчевськ.

## Біографія
Виступав у дитячо-юнацькій футбольній лізі України за дніпропетровські УФК-2 (2001) та ДВУФК (2001—2002). 2001 року потрапив у структуру дніпропетровського «Дніпра». Спочатку виступав у чемпіонаті області за четверту команду дніпровців, а потім грав за «Дніпро-3» та «Дніпро-2» у Другій та Першій лігах України відповідно. Після створення молодіжного чемпіонату України 2004 року почав грав за дублюючий склад «Дніпра», але за основну команду так і не зіграв. Наприкінці 2006 року керівництво клубу виставило Пилипенка на трансфер. За словами генерального директора Андрія Стеценка, це було пов'язано з тим, що молодий воротар «перестав прогресувати».
Після цього Пилипенко перебував на перегляді в сімферопольській «Таврії», але в результаті приєднався до луганської «Зорі», де протягом півроку грав за дубль. Наступні п'ять років воротар виступав за клуби Першої ліги України. Сезон 2007/08 воротар розпочав у складі харківського «Геліосу». Влітку 2009 року приєднався до чернігівської «Десни», де замінив Андрія Федоренка. А з 2010 по 2012 рік був гравцем алчевської «Сталі».
У 2012 році виступав у чемпіонаті Узбекистану за «Бухару», але основним воротарем не був. Повернувшись на батьківщину, грав за аматорські клуби — шевченківську «ВПК-Агро» (2013) та «Вектор» із Богатирьовки (2014—2015). У січні 2014 року перебував на перегляді у чернігівській «Десні».
З 2016 по 2017 рік грав у Прем'єр-лізі Кримського футбольного союзу за феодосійську «Кафу» та керченський «Океан».
У 2018 році був гравцем аматорських клубів «Музичі» та «Шевченківське». У жовтні 2018 року перейшов до «Колосу» (Пустоварівка) з чемпіонату Київської області. З 2019 року ставграти за команду київської поліції, будучи оперуповноваженим відділу управління боротьби зі злочинами, пов'язаними з торгівлею людьми. 
У 2020 грав за «Зеніт» з Лосятина.